# Craterocapsa alfredica
Craterocapsa alfredica là loài thực vật có hoa trong họ Hoa chuông. Loài này được D.Y.Hong mô tả khoa học đầu tiên năm 2002.